# 26-os villamos (Budapest)
A budapesti 26-os jelzésű villamos az Akna utca és az Orczy tér között közlekedett. A járatot a Fővárosi Villamosvasút üzemeltette.

## Története
A Budapesti Villamos Városi Vasút (BVVV) köztemetői gőzvasútjának (Rókus kórház – Népszínház utca – Salgótarjáni utca – Őrház – Kolozsvári utca – Maglódi út – Új köztemető) 1891. október 31-ei felavatása után egy héttel, november 6-án megindult a forgalom az Őrháztól elágazó Felső Vaspálya (ma Korponai) utcai szárnyvonalon is a kőbányai Liget térre. Építésének célja a BKVT 1868 óta tartó kőbányai monopóliumának megtörése volt. Az építkezéshez a nagykörúti próbavillamos Haarmann-rendszerű síneit használták fel, azonban ez sem keresztmetszetében, sem anyagminőségében nem felelt meg a gőzmozdonyok tengelyterhelésének, a síntörések miatt már 1892-ben lecserélték. 1893 októberére villamosították a Rókus kórháztól Liget térig tartó szakaszt, az átalakítással ez vált a fővonallá, míg az Őrház – temető szakaszt szárnyvonallá minősítették át. 1894-ben üzembe helyezték a szolnoki vasútvonalat átívelő felüljárón elkészült második vágányt is. 1897 júniusában útvonala közel 750 méterrel a Kápolna térig hosszabbodott. A viszonylatszámok 1910-es bevezetésekor a 26-os jelzést kapta (a temetőhöz vezető vonal a 28-as lett). 1912 januárjában útvonala a Klauzál térig hosszabbodott, korábbi útvonalán 36-os jelzéssel indítottak betétjáratot. 1913. március 15-étől a 26-os már az Eskü térről indult és a Baross utcán és a Köztemetői úton érte el a Salgótarjáni utcát, részleges pótlására új járatot indítottak a 38-as számjelzéssel a Rókus kórház és a Ferenc József-laktanya között. 1918-ban a villamosközlekedés irányítása a Budapesti Egyesített Városi Vasutakhoz (BEVV) került. 1920. november 9-én a 26-os megszűnt, majd 1921. május 2-ától ismét közlekedett a korábbi útvonalán. 1926. július 12-én a viszonylatot 1923 óta üzemeltető BSZKRT megszüntette, de augusztus 23-án ismét újraindult: Budapest ostromáig útvonala nem változott, addig Kőbánya, Belső-Jászberényi út – Kőbányai út – Orczy tér – Baross utca – Kecskeméti utca – Egyetem tér – Eskü tér útvonalon haladt. 1942 novemberében betétjáratot kapott 26A jelzéssel az Orczy tér és a Liget tér között. 1944 szeptemberében még közlekedett a 26-os, viszont októbertől már csak a 26A járt a Kőrősi Csoma Sándor út – Kőbányai út – Orczy tér útvonalon.
1945. szeptember 12-én a Baross utcai villamospálya helyreállításával a Kőbánya kocsiszín – Kőbányai út – Rókus kórház útvonalon közlekedő 36-os viszonylat belső szakasza módosult, az Orczy tér után a Kálvin térre közlekedett és jelzése 26-osra változott. 1947 közepén néhány napig csak a József körútig közlekedett, majd 1949. július 22-én belső végállomása véglegesen ide került át. A BSZKRT felbomlásával a vonal új kezelője 1949 októberétől a Fővárosi Villamosvasút Községi Vállalat (FVKV), későbbi nevén Fővárosi Villamosvasút (FVV) lett. 1951-től éjszaka is közlekedett. 1953 szeptemberében megkezdődött a Baross utcai trolibusz építése, emiatt a Kálvin tér és az Orczy tér között megszűnt a villamosközlekedés. A 26-os 15–20. között ideiglenesen a Baross utca–József körút kereszteződésétől indult, végül 21-étől a nappali 26-os a Jászberényi út és az Orczy tér között, az éjszakai pedig innen tovább, a Népszínház utcán át a József körútig (Blaha Lujza tér) közlekedett. A felszámolásra ítélt szakaszon átmeneti jelleggel a T jelzésű pótlóbusz üzemelt az Orczy tér és a Szabó Ervin tér között.
1954. június 14-én a 26-os és a 37-es villamos kőbányai végállomását felcserélték: a 26-os az Akna utcáig hosszabbodott, míg a 37-es a Jászberényi útig rövidült; ezzel párhuzamosan az éjszakai 26-os jelzése 37-esre módosult. Ugyanebben az évben a 26A vasárnap, a kórházi látogatások idején meghosszabbított útvonalon, az Akna utcáig járt 14:45 és 18 óra között. 1956 októberében közlekedett utoljára a 26-os villamoscsalád, szerepét a forradalom okozta károk helyreállítása után a 37-es és 37A viszonylatok vették át.

## Megállóhelyei
Az átszállási kapcsolatok között a 26A betétjárat (Orczy tér – Zalka Máté tér) nincs feltüntetve.
| 0  | Akna utca végállomás                          | 12 | 28                                                       |
| 1  | Kada utca                                     | 11 | 28                                                       |
| 2  | Szlávy utca                                   | 10 | 28                                                       |
| 3  | Polgári Serfőzde                              | 9  | 28                                                       |
| 4  | Jászberényi út (↓) Maglódi út (↑)             | 8  | 28, 37 62                                                |
| 5  | Kőrösi Csoma Sándor út (↓) Jászberényi út (↑) | 7  | 28, 37 32, 62                                            |
| 6  | Ónodi utca                                    | 6  | 37 32, 62                                                |
| 7  | Pataky István tér                             | 5  | 37 9, 17, 32, 62                                         |
| 8  | Zalka Máté tér                                | 4  | 36, 37 9, 32, 51, 62 Kőbánya alsó                        |
| 9  | Monori utca                                   | 3  | 36, 37 9                                                 |
| 10 | MÁV Északi főműhely                           | 2  | 36, 37 9                                                 |
| 11 | Könyves Kálmán körút                          | 1  | 36, 37 75, 75Atrr 9, 55                                  |
| 12 | Orczy tér végállomás                          | 0  | 23, 24, 25, 30, 36, 37 74, 77 9, 33 Budapest-Józsefváros |